# Adèle Hugo
Adèle Hugo (Parigi, 24 agosto 1830 – Suresnes, 21 aprile 1915) è stata la quinta figlia di Victor Hugo.
Ricordata per lo sviluppo di una schizofrenia che l'ha portata ad una ossessione romantica nei confronti di un ufficiale militare britannico che l'ha respinta, la sua storia è stata raccontata in film e libri.

## Biografia

### Infanzia
Adèle Hugo crebbe in una casa colta e ricca di Parigi, figlia di Victor Hugo, lo scrittore più famoso di Francia. Adèle si divertiva a suonare il piano ed era conosciuta per la sua bellezza e i suoi lunghi capelli scuri. Nel 1851, la famiglia Hugo si trasferì sull'isola di Guernsey, dopo che Victor Hugo fu costretto all'esilio politico. Gli Hugo rimasero sulle Isole del Canale fino al 1870. Nell'isola di Guernsey Adèle conobbe Albert Pinson, ufficiale dell'esercito britannico, l'oggetto della sua ossessione.

### Malattia e inseguimento di Albert Pinson
Nel 1856 in Adèle divennero evidenti segni di malattie mentali. Dopo che Adèle si innamorò di Albert Pinson, si arrivò a fissare la data del loro matrimonio al 1855, ma inaspettatamente lui fu respinto. In seguito, Adèle ebbe un ripensamento e cercò di riconciliarsi con Pinson, ma lui si rifiutò di essere coinvolto ulteriormente in quel doloroso legame. Pinson continuò la sua carriera militare, venne inviato nel Bedfordshire nel 1856. Promosso tenente, Pinson andò quindi in Irlanda nel 1858, dove rimase di stanza fino al 1861.
Nonostante il rifiuto di Pinson, Adèle continuò a perseguitarlo.  Lo seguì quando fu inviato di stanza ad Halifax, in Nuova Scozia (Canada) nel 1863. La famiglia di Adèle si preoccupò per la sua salute e cercò di rintracciarla per mezzo di varie lettere.
Nel 1866, Pinson fu di stanza a Barbados, il centro coloniale britannico nella regione dei Caraibi. Abbandonò completamente Adèle quando lasciò Barbados nel 1869; Adèle non tornò in Francia fino al 1872 e la famiglia Hugo non fu più in grado di seguire le sue attività.
Il mistero della vita di Adèle a Barbados potrebbe essere stato rivelato in una lettera anonima all'editore del New York Tribune, firmata solo "P", pubblicata dal giornale il 27 maggio 1885. Il capo della missione cattolica a Trinidad, Cathonoy, ha reso conto, dando una versione analoga, della miserabile situazione di Adèle a Barbados in una lettera dell'8 settembre 1885. Riferisce un incidente in cui incontrò una donna di Barbados di origine africana, di nome Madame Céline Alvarez Baa, che chiese che fosse pronunciata una messa per Victor Hugo allorché giunse la notizia della morte dello scrittore. Curioso di conoscere il motivo dell'interesse di Madame Baa per Victor Hugo, Cathonoy le fece delle domande e apprese che Madame Baa aveva dato rifugio ad Adèle quando era rimasta abbandonata a Barbados, dove era conosciuta come "Madame Pinson". Adèle era stata trovata mentre vagava per le strade, parlando da sola, distaccata da ciò che la circondava. La signora Baa prese allora l'iniziativa di portare Adèle nella sua famiglia a Parigi. Adèle fu quindi lasciata alla responsabilità di cure mediche. Un conoscente di Victor Hugo rimborsò la signora Baa delle spese sostenute.

## Erotomania
L'ossessione di Adèle era una manifestazione di erotomania. Tutte le sue malattie mentali, comprese le allucinazioni, indicano una schizofrenia. La malattia comparve in altri membri della famiglia Hugo; Anche il fratello di Victor Hugo, Eugène, era schizofrenico. Alla fine Adèle fu mandata a vivere in un istituto psichiatrico per ricchi fuori Parigi. Rimase lì fino alla sua morte. Dei cinque figli di Victor Hugo, Adèle fu l'unica a sopravvivere al padre.
Gran parte di ciò che si sa della vita di Adèle e della sua ricerca di Pinson proviene dai suoi diari e dalle sue lettere. Mentre viveva a Jersey Adèle tenne un diario che aveva intitolato Journal de l'Exil (Diario dell'Esilio). Smise di aggiornare il suo diario solo quando atterrò alle Barbados, a causa del suo deterioramento mentale.

## La storia di Adèle raccontata
L'ossessione di Adèle per Pinson ha ispirato il film biografico del 1975 Adele H. - Una storia d'amore, diretto da François Truffaut e interpretato da Isabelle Adjani. Diverse biografie sono state pubblicate su Adèle Hugo, tra cui il libro dal titolo Adèle Hugo: La Misérable di Leslie Smith Dow.